# Glomus rubiforme
Glomus rubiforme är en svampart som först beskrevs av Gerd. & Trappe, och fick sitt nu gällande namn av R.T. Almeida & N.C. Schenck 1990. Glomus rubiforme ingår i släktet Glomus och familjen Glomeraceae.   Inga underarter finns listade i Catalogue of Life.